# Міністерство освіти і науки Швеції
Міністерство освіти і науки Швеції (швед. Utbildningsdepartementet) — установа, що відповідальна за питання пов'язані зі школами, університетами, коледжами та науковими дослідженнями.

## Історія
До 1968 року міністерство називалося Міністерством у справах церкви. Міністерство розташоване за адресою: Дроттнінггатан № 16 у центральній частині м. Стокгольм.
| Прапор Швеції | Це незавершена стаття про Швецію. Ви можете допомогти проєкту, виправивши або дописавши її. |